# Мороз Іван Миколайович
Іва́н Микола́йович Моро́з — командир 3-го танкового батальйону 41-ї танкової бригади 5-го танкового корпусу 2-го Прибалтійського фронту, капітан.

## Життєпис
Народився 14 квітня 1921 року в селі Мотовилівка нині Любарського району Житомирської області в селянській родині. Українець. Член КПРС з 1943 року.
У 1935 році закінчив середню школу з відзнакою, вступив до Харківського інституту інженерів залізничного транспорту. За сімейними обставинами залишив інститут і поступив на курси вчителів. Працював учителем у селі Великий Браталів на Житомирщині.
У вересні 1939 року призваний до лав Червоної Армії. У 1941 році закінчив Сизранське танкове училище, де був залишений курсовим командиром.
У боях німецько-радянської війни з травня 1942 року. Воював на Західному, Брянському і 2-м Прибалтійському фронтах. Був поранений.
Влітку 1944 року перед батальйоном капітана І. М. Мороза завдання стояло не з простих. Після прориву фронту він повинен був як передового загону рушити по тилах ворога і вийти до рубежу оборони противника біля шосейної дороги Даугавпілс — Резекне. Рубіж цей був укріплений і, за даними розвідки, мав навіть бетоновані точки. Прорвавши його, батальйон повинен був закріпитися і в що б те не стало триматися до приходу своїх військ. Готуючись до рейду, провели ряд навчань з відпрацювання взаємодії танків і піхоти.
На світанку другого дня операції по прориву фронту батальйон прослизнув в пролом, що утворився і стрімко рушив вперед. Години дві йшов, не зустрічаючи опору. Найчастіше капітан обходив райони резервів противника і його підготовлені позиції. Але в одному місці танки все-таки розчавили 20 ворожих машин з боєприпасами і продовольством. Потім розвідка донесла, що близько дивізіону ворожої артилерії влаштовується на позиції. Капітан зайшов з флангу і знищив 8 гармат.
На кінець дня передовий загін сховався в лісі. Виставили охорону з піхоти. Вночі розвідка намацала якийсь великий штаб. Одних офіцерів там було чоловік шістдесят-сімдесят. О п'ятій годині ранку танкісти разом з піхотою атакували штаб. Частин противника близько не виявилося, а з двома ротами охорони бій був короткий. Через годину рушили до основної своєї мети. А туди близько ста кілометрів. Два рази довелося проривати тилові позиції, правда, слабо прикриті військами.
В цей день, до вечора, батальйон підійшов до укріпленого рубежу ворога. Зупинилися в трьох кілометрах, замаскувалися в невеликих перелісках. Організували розвідку. Капітан І. М. Мороз з однією групою, командир підрозділу піхоти — з іншого. Встановили, що район зайнятий не скрізь однаково щільно. Там, де вогневі крапки не зайняті гарнізонами, ділянки ці добре прикриті мінними полями.
Довго командири обговорювали, як почати наступ. Зійшлися на тому, щоб атакувати слабо зайняті, хоча і заміновані ділянки. Для прориву через мінні поля три танка були оснащені спеціальними тралами. Вони повинні були прокладати дорогу іншим.
На наступний день танкісти атакували укріплену смугу. Атака була ураганна, стрімка. Сили противника виявилися слабкими. Через годину пробили «ворота» і закріпилися. Дві стрілецькі і дві танкові роти, ставши фронтом на північ і на південь, добре сховалися в складках місцевості і зруйнованих дзотах. Роту танків і взвод протитанкових рушниць капітан І. М. Мороз залишив в резерві.
У другій половині дня противник почав атаки. Але у нього, мабуть, не було тут достатніх сил, і танкістам контратаками вдалося навіть розширити «ворота» до двох кілометрів. З настанням темряви бій стих. Капітан І. М. Мороз знав, що за ніч ворог підтягне резерви і посилить атаки. А приспіють чи до завтрашнього дня головні сили бригади?
День 28 липня 1944 року виявився дійсно жарким. Бій почався з раннього ранку. Запівками повели гітлерівська авіація і артилерія. Весь простір, яке становило «ворота», покрилося сіро-жовтими фонтанами здибленої землі. Поле бою огорнулося димом. Ворожа піхота в супроводі танків, озвірівши, йшла в атаку то в одному, то в іншому місці. Ворог люто прагнув закрити «ворота». Але не тут-то було! Наші солдати билися мужньо. До полудня вони міцно утримували все рубежі. Накришили неабияк: 12 танків, 8 самоходок, 7 торпед-танкеток, більше 40 різних знарядь і до 300 солдатів і офіцерів. Але і сили батальйону танули. Після полудня становище ускладнилося. В одному місці піхота і танки ворога прорвалися всередину «воріт».
Капітан І. М. Мороз пильно стежив за ходом бою. Де була неустойка — кидався туди на своєму танку. З ним були тільки механік-водій і заряджаючий. Капітан І. М. Мороз сам вів вогонь і робив це майстерно. Бив він з ходу, з коротких зупинок. Там, де він з'являвся, горіли ворожі танки, вгору летіли гармати. Тріщали під гусеницями кулемети і міномети. Своєю відвагою капітан І. М. Мороз піднімав дух бійців, вселяв упевненість в перемозі.
Але сили були нерівні. На підрозділ капітана І. М. Мороза навалилося близько двох полків піхоти і до сорока танків. Гриміла артилерія. Бомбили літаки. За півгодини до підходу головних сил 41-ї танкової бригади смертельно пораненого механік привіз на командний пункт. І. М. Мороза винесли з танка і поклали на шинель в напівзруйнованому дзоті.
Він прийшов в себе на кілька хвилин. Насилу розплющив очі, глянув на бійців і сказав: «Зайнятий кордон утримати будь-що-будь!». Це були його останні слова. Капітан Іван Миколайович Мороз помер, але батальйон утримав кордон.
Був похований в селі Малиново Двінського повіту Латвійської РСР. Перепохований на військовому кладовищі в місті Даугавпілс (Латвія).
Указом Президії Верховної Ради СРСР від 24 березня 1945 року за зразкове виконання бойових завдань командування на фронті боротьби з німецькими загарбниками і проявлені при цьому відвагу і геройство капітану Морозу Івану Миколайовичу посмертно присвоєно звання Героя Радянського Союзу.
Нагороджений орденом Леніна, орденами Вітчизняної війни 1-го ступеня, Червоної Зірки.